# تامسون (دهانه)
تامسون یک دهانه برخوردی در ماه‌ است.

## دهانه‌های اقماری
این دهانه ۴ دهانه اقماری دارد.
| Thomson | عرض جغرافیایی | طول جغرافیایی | قطر           |
| ------- | ------------- | ------------- | ------------- |
| J       | ۳۵.۹° S       | ۱۶۹.۶° E      | ۴۴.۰ کیلومتر  |
| M       | ۳۵.۷° S       | ۱۶۶.۰° E      | ۱۱۹.۰ کیلومتر |
| W       | ۳۰.۲° S       | ۱۶۳.۳° E      | ۱۷.۰ کیلومتر  |
| V       | ۳۰.۷° S       | ۱۶۲.۲° E      | ۱۳.۰ کیلومتر  |